# محمد الیونسی
محمد الیونسی (انگلیسی: Mohamed Elyounoussi؛ زادهٔ ۴ اوت ۱۹۹۴) بازیکن فوتبال اهل نروژ است.
از باشگاه‌هایی که در آن بازی کرده‌است می‌توان به باشگاه فوتبال مولده اشاره کرد.